# César Cascabel (personnage)
César Cascabel est le personnage principal du roman éponyme de Jules Verne.

## Le personnage
Un véritable enfant de la balle (n'avait-il pas eu pour berceau la balle que son père portait sur ses épaules alors qu'il courait les foires et les marchés de Normandie). Sa mère était morte en lui donnant le jour. Son enfance se passa ainsi jusqu'à la disparition de son géniteur. Encore enfant, seul au monde, il fut recueilli par une troupe de saltimbanques et y apprit tous les rudiments du métier. Il grandit ainsi, ayant été successivement clown, gymnaste, acrobate, pour finir comme hercule de foire. 
Cascabel était un homme de quarante-cinq ans, originaire de Pontorson, rompu à toutes les ruses et les finesses qu'une vie vagabonde inculque à tout être qui a roulé sa bosse à travers le monde. Sa forte constitution se révèle par un torse vigoureux, une taille au-dessus de la moyenne, des membres habitués aux exercices d'haltères, une tête forte « patinée au feu de tous les soleils et au hâle de toutes les rafales ». Sur cette face, un maxillaire inférieur un peu saillant, qui rendait l'énergie de la figure, un nez puissant, des joues couperosées, des yeux bleu vif et perçants, une large bouche qui « aurait encore eu trente-trois dents, s'il en avait fait mettre une », le tout orné d'une moustache et de deux demi-favoris et couronné d'une chevelure rude et embroussaillée. En public, un homme qui aime prendre des poses et parler sur un ton déclamatoire. Dans le privé, un homme simple et naturel, adorant les siens. Cascabel, avec l'aide de sa compagne Cornélia, a fondé une famille. Leur union a donné le jour à trois beaux enfants, Jean, Alexandre (dit Sandre) et la petite Napoléone. 
Outre sa prestance dans les travaux de force, il possède un talent étonnant dans le domaine de la ventriloquie. L'autre aspect saillant de son caractère, c'est un faible pour les grands conquérants et particulièrement pour Napoléon qu'il idolâtre. D'où une anglophobie viscérale qui lui a fait refuser, d'après ses dires, de donner une représentation devant la reine d'Angleterre. Chef de la petite troupe foraine, il se produit sur les places en plein air ou, par mauvais temps, sous une tente. En somme, un homme débrouillard dont aucun obstacle n'avait eu raison. 
En cette année 1867, le cirque fait étape à Sacramento. César Cascabel a arrêté une idée. Nostalgique de sa Normandie natale, il a décidé de réunir sa petite fortune et de rentrer en France. Pour cela, il espère traverser l'Atlantique à bord d'un paquebot. Mais c'est sans compter sur les aléas de la vie. Un soir, deux hommes, embauchés comme guides, réussissent à dérober le coffre-fort où il avait remisé ses économies. Plus question d'embarquer. Qu'à cela ne tienne! César Cascabel entreprend de rentrer chez lui par voie de terre en empruntant le détroit de Behring à l'époque des grands froids polaires pour regagner l'Europe. Sitôt dit, sitôt fait. La troupe se met en route. Au cours de son périple, la famille Cascabel sauvera et soignera un comte russe exilé et recueillera une jeune Indienne orpheline. Après le passage homérique du détroit où la glace se brise sous leurs pas, ils seront faits prisonniers par un peuple indigène des îles Liakhoff, mais réussiront à s'en sortir grâce au don de ventriloque du chef de famille. Deux autres détenus se joignent à eux; il s'agit de gredins qui n'ont qu'une idée, une fois arrivés en Russie, c'est de dénoncer le comte pour toucher la prime promise. Mais ce dernier vient d'être amnistié par les autorités. Grâce à sa fortune retrouvée, il pourra récompenser ses sauveurs. La Belle-Roulotte hissée sur un wagon (première idée de ferroutage due à Jules Verne), toute la troupe pourra regagner en train la région normande, où elle coulera des jours heureux.

## Citations
- « En outre, il possédait un talent extraordinaire dans cette branche de l'industrie foraine, la ventriloquie, la science de l'engastrymisme, qui date de loin, puisque, au dire de l'évêque Eustache, la pythonisse d'Endor n'était qu'une ventriloque. Quand il le voulait, son gosier lui descendait de la gorge dans le ventre. Aurait-il pu chanter un duo à lui seul?… Eh! il n'aurait pas fallu l'en défier! »[1].

## Sources
- Pour créer son personnage, Jules Verne s'est inspiré d'un artiste de cirque dont le nom de scène était justement Cascabel. Ce dernier avait connu un certain succès comme chanteur, acteur et ventriloque. À partir de 1873, il change de voie et propose un numéro de transformisme, attraction connue sous la réclame : Cascabel, l'Homme-Protée, qui se transforme onze fois en dix minutes. Son numéro le fait triompher en Russie, à Londres, au Cirque d'hiver à Paris. En 1888, il donne quelques représentations à Amiens. Jules Verne assiste à un de ces spectacles, au moment où il commence la rédaction de son roman. Cascabel décèdera en 1894[2].

- Jean-Yves Paumier note également qu'à l'époque un journal espagnol paraissait sous le titre El Cascabel, nom que Verne a pu découvrir dans l'hebdomadaire Le Tour du monde dont il était un fidèle lecteur[3].

## Les animaux de la troupe

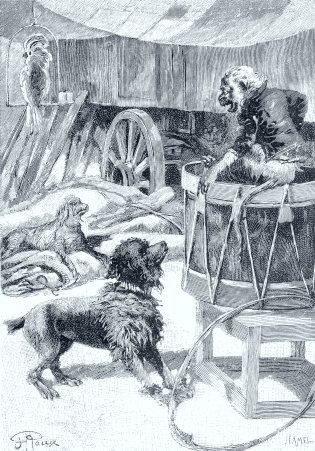
Les deux chiens Wagram et Marengo, le perroquet Jako et le singe John Bull

.

### Wagram et Marengo
Ce sont les deux chiens du petit cirque Cascabel et « l'on devine aisément à quel parrain ils devaient ces noms célèbres dans l'histoire ».
Wagram est un épagneul, aussi sûr pour la chasse que pour la garde de la maison roulante. Tout comme Marengo, il semble être anglophobe à l'image de son maître, n'hésitant pas à s'attaquer à la meute d'un baronnet anglais qui réside alors au Village des Coquins, d'où une violente altercation entre le saltimbanque et le petit noble britannique.
Marengo est un caniche. Chien savant, c'est l'aristocrate de la petite troupe « destiné à devenir membre de l'Institut, le jour où il y aura un Institut pour la race canine ».

### John Bull et Jako
John Bull est un petit singe, ainsi baptisé par Cascabel à cause de sa laideur. Durant les représentations, il lutte efficacement avec Clou-de-Girofle dans les concours de grimaces.
Quant à Jako, c'est un perroquet originaire de Java qui « parlait, bavardait, chantait et jacassait dix heures sur douze », suivant en cela les leçons du jeune Sandre qui s'occupe personnellement de son instruction.

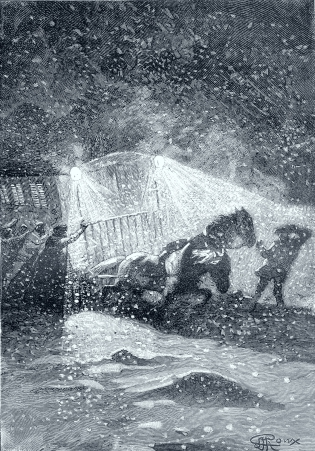
Vermout et Gladiator pris dans la tourmente de neige

.

### Vermout et Gladiator
Vermout et Gladiator sont deux vieux chevaux, deux braves bêtes employées à la traction de la Belle-Roulotte. Ils en ont ainsi parcouru des milles et des milles à travers le continent européen comme à travers les plaines américaines. Ils portent des noms prestigieux du turf français, sans jamais avoir eu la moindre idée de s'engager au départ d'une course.
Au désespoir de toute la famille, ils périront durant la traversée du détroit de Behring pris par les glaces, alors que le sol s'entrouvre sous leurs pas.

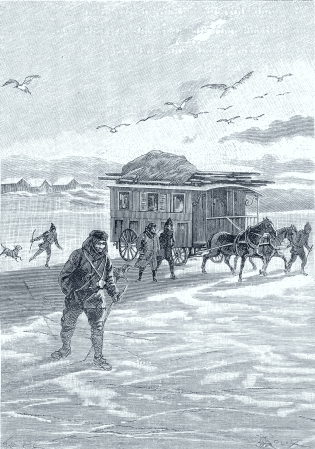
La Belle-Roulotte au milieu du champ de glace

.

## La Belle-Roulotte
La Belle-Roulotte n'appartenait à la famille Cascabel que depuis trois ans. Elle avait heureusement remplacé la vieille guimbarde couverte d'une simple bâche qui avait servi jusqu'alors de demeure à cette troupe de saltimbanques. De fabrication américaine, ce nouvel habitat se distinguait à la fois par une légèreté et une solidité à toute épreuve. Munie de bons ressorts d'acier, soigneusement entretenue, par sa longueur elle rivalisait avec les chariots qui parcouraient les plaines du Far-West. Les couleurs criardes qui la décoraient attiraient immédiatement le regard. Sur sa galerie supérieure, Cascabel engrangeait les toiles de tente, les piquets et les cordages. En dessous du plancher, il avait installé une banne où il remisait tous les instruments utiles aux représentations, notamment les tambours, trombones et autres pistons.
L'intérieur était très bien conditionné. Un premier compartiment servait de cuisine avec un fourneau pour chauffer toutes les pièces. Puis venait un salon ou salle à manger où l'on se réunissait pour les soirées, mais qui accueillait également toutes les personnes intéressées par des consultations de bonne aventure. Ensuite, une première chambre à coucher, celle des enfants, qui prenait l'air d'une cabine de navire avec ses cadres superposés. Enfin, au fond, la chambre du couple Cascabel. Une demi-douzaine de fenêtres, réparties sur toute la longueur, permettaient à la lumière du jour d'y pénétrer. Ainsi se présentait cette voiture « superbe et conséquente » comme le proclamait son propriétaire.